# إبساخ
إبساخ (بالألمانية: Epsach) هي بلدية سويسرية تتبع لمقاطعة سيلاند في كانتون برن. تبلغ مساحتها 3.4 كيلومتر مربع، ويقدر عدد سكانها بـ 328 نسمة (حسب تعداد ديسمبر 2015).